# ساقه مخملی
ساقه مخملی (نام علمی: Boletus calopus) نام یک گونه از سرده قارچ قلنبه است. ساقه مخملی در آسیا، شمال اروپا و آمریکای شمالی می‌روید. رشد این گونه قارچ به ۱۵ الی ۲۰ سانتی‌متر هم می‌رسد. رنگ کلاهک قارچ بژ و زیتونی است. ساقه مخملی در گروه قارچ‌های غیر خوراکی قرار دارد.